# کالیبر ۳۰ میلی‌متر

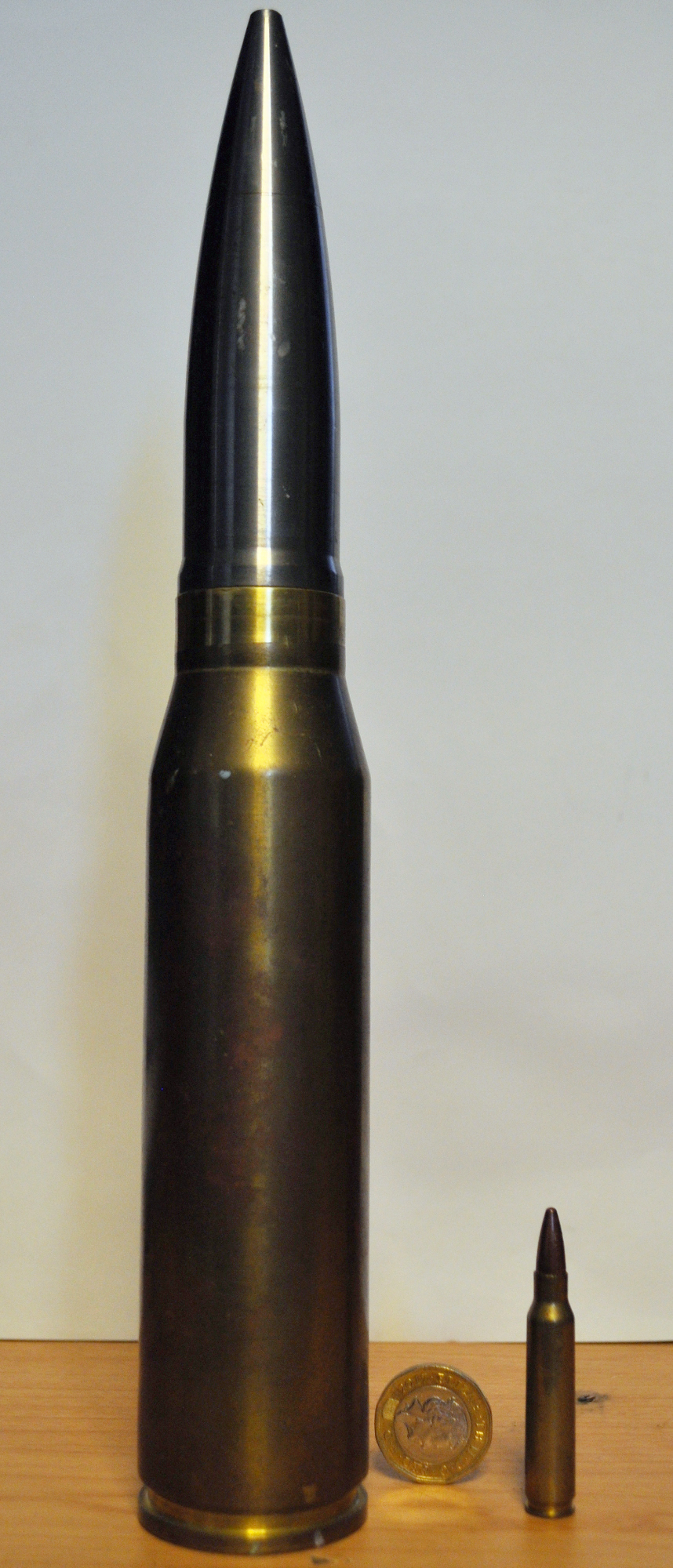
مقایسه اندازه بین فشنگ‌های ۱۷۰×۳۰ میلی متر و ۴۵×۵٫۵۶ میلی متر استاندارد ناتو

کالیبر ۳۰ میلی‌متری طیفی از مهمات توپهای خودکار است. این شامل فشنگ‌های ۱۷۳×۳۰ میلی‌متر استاندارد ناتو سوئیس (STANAG 4624)، فشنگ‌های ۳۰×۱۵۵ میلی‌متر، ۱۶۵×۳۰ میلی‌متر و ۲۱۰×۳۰ میلی‌متر شوروی، همچنین ۲۱۰×۳۰ میلی‌متر چکسلواکی ، فشنگ‌های ۱۹۲×۳۰ میلی‌متر یوگسلاوی، ۱۱۳×۳۰ میلی‌متر بریتانیایی و × ۱۵۰×۳۰ میلی متر و ۱۷۰×۳۰ میلی متر فرانسوی می‌باشد.

## کاربرد
مهمات ۳۰ میلی‌متری عموماً بر علیه تیروی پیاده به کار نمی‌رود، بلکه بیشتر به عنوان یک گلوله ضد مواد یا ضدزره استفاده می‌شود. گلوله‌هایی با این اندازه می‌توانند در برابر وسایل نقلیه زرهی سبک و همچنین پناهگاه‌های مستحکم مؤثر باشند. همچنین یک کالیبر محبوب برای سامانه دفاع نزدیک دریایی کشتی (CIWS) مانند ای‌ک-۶۳۰ روسی و سامانه دفاع نزدیک دریایی دروازه‌بان CIWS هلندی است.
نیروهای مسلح فدراسیون روسیه از توپ‌های کالیبر ۳۰ میلی متری در هواگردها و وسایل نقلیه نظامی خود استفاده می‌کنند، از جمله می‌توان به هواپیمای تهاجمی سوخو-۲۵، بالگردهای تهاجمی میل -۲۴، میل-۲۸، کاموف-۵۰، و خودروهای جنگی پیاده‌نظام همانند بی.ام. پی-۲، بی.ام. پی-۳ و نفربر زره‌پوش بی‌تی‌آر-۹۰ نام برد. مدرن‌ترین سیستم‌های ضدهوایی مورد استفاده روسیه دارای کالیبر ۳۰ میلی متری می‌باشند.
نیروهای مسلح ایالات متحده آمریکا از سلاح‌های ۳۰ میلی‌متری در هواپیمای حمله زمینی  ای-۱۰ تاندربولت ۲، هواپیمای تهاجمی و پشتیبانی نزدیک
 ای‌سی-۱۳۰ و هلیکوپتر تهاجمی  ای‌اچ-۶۴ آپاچی استفاده می‌کند.
قرار بود از آن در خودروی جنگی اعزامی (EFV) استفاده شود تا اینکه پروژه لغو شد. نیروی دریایی ایالات متحده از سلاح‌های ۳۰ میلی‌متری در شناور حمل و نقل آبی خاکی کلاس سن آنتونیو و کشتی‌های رزمی ساحلی کلاس فری دام و ایندیپندنس به عنوان بخشی از بسته جنگ سطحی (SuW) استفاده می‌کند.
در سال ۲۰۱۲، نیروی دریایی تصمیم گرفت تا توپ‌های ۵۷ میلی متری Mk 110 را در ناوشکن کلاس زاموالت با Mk 46 GWS جایگزین کند.
گارد ساحلی ایالات متحده قصد دارد سلاح‌های ۳۰ میلی‌متری را بر روی کاتر امنیتی قطبی نصب کند.